# Дриму
Дрѝму (на гръцки: Δρύμου) е село в Кипър, окръг Пафос. Според статистическата служба на Република Кипър през 2001 г. селото има 92 жители.
Намира се на 3 км западно от Фити.